# ホアンキエム区
ホアンキエム区（ホアンキエムく、ベトナム語：Quận Hoàn Kiếm / 郡還劍）は、ベトナム社会主義共和国の首都ハノイ市に存在する区 (郡)。名称はホアンキエム湖に由来する。

## 行政
ホアンキエム区は18の坊を管轄している。
- チュオンズオンドー（Chương Dương Độ / 章陽渡）
- クアドン（Cửa Đông / 𨷶東）
- クアナム（Cửa Nam / 𨷶南）
- ドンスアン（Đồng Xuân / 同春）
- ハンバック（Hàng Bạc / 行鉑）
- ハンバイ（Hàng Bài / 行𦃿）
- ハンボ（Hàng Bồ / 行蒲）
- ハンボン（Hàng Bông / 行芃）
- ハンブオム（Hàng Buồm / 行帆）
- ハンダオ（Hàng Đào / 行桃）
- ハンガイ（Hàng Gai / 行荄）
- ハンマー（Hàng Mã / 行馬）
- ハンチョン（Hàng Trống / 行𪔠）
- リータイト（Lý Thái Tổ / 李太祖）
- ファンチューチン（Phan Chu Trinh / 潘周楨）
- フックタン（Phúc Tân / 福新）
- チャンフンダオ（Trần Hưng Đạo / 陳興道）
- チャンティエン（Tràng Tiền / 長前）

## 交通
- ベトナム鉄道
  - ロンビエン駅